# Vilson Džoni
Vilson Džoni (alb. Vilson Xhoni; ur. 24 września 1950 w Splicie) – jugosłowiański i chorwacki piłkarz pochodzenia albańskiego, w latach 1974–1978 reprezentant Jugosławii. Trzykrotny mistrz kraju, pięciokrotny zdobywca Pucharu Jugosławii.